# Tone Loc
Anthony Terrell Smith (Los Ángeles, 3 de marzo de 1966), más conocido por su nombre artístico Tone Lōc, es un rapero, actor y productor estadounidense. Es reconocido principalmente por sus éxitos de 1989 "Wild Thing" y "Funky Cold Medina", siendo nominado a dos premios Grammy en las categorías de mejor interpretación de rap y mejor artista nuevo al año siguiente. Es de destacar su voz grave, ronca y profunda.
Su tema "Wild Thing" incluye un golpe de tambor robado de la canción de Van Halen "Jamie's Cryin'". Aunque el sample fue usado ilegalmente sin permiso, Van Halen no lo demandó.
Molotov hizo un tributo a Tone Loc de su famosa canción Funky cold medina.
Como actor ha aparecido en películas como Heat, Surf Ninjas, Ace Ventura: Pet Detective, FernGully: The Last Rainforest, Bebe's Kids, y Titan A.E., y en televisión en la serie NewsRadio y en el reality show Superstar USA. 

## Vida personal
En diciembre de 2010, Lōc fue arrestado por un presunto DUI. Fue puesto en libertad bajo fianza alegando que una condición médica le había provocado un ataque.
El 18 de junio de 2011, Tone Lōc fue arrestado por delito grave de violencia doméstica y posesión de un arma de asalto (un rifle Colt AR-15 Sporter, restringido por la ley de California, pero no involucrado en el incidente doméstico) tras un altercado con la madre de uno de sus hijos. Fue puesto en libertad menos de tres horas después de pagar una fianza de 50.000 dólares. El 3 de octubre de 2011, se declaró inocente de ambos cargos y fue sentenciado a un día en la cárcel del condado, tres años de libertad condicional, 52 semanas de asesoramiento para el manejo de la ira y 30 días de servicio comunitario. 
El 23 de marzo de 2019, Tone Loc fue detenido por el Departamento de Policía de Midland en Midland, Texas.

## Problemas de salud
Tone Lōc colapsó en el escenario varias veces desde 1995; algunos, si no todos, de estos colapsos se han debido a convulsiones, según al menos un informe.
El 29 de mayo de 2009, Lōc fue llevado apresuradamente a un hospital de la Florida después de colapsar durante un concierto. El rapero se había cortado el codo cuando cayó, y fue dado de alta el mismo día.
El 15 de octubre de 2011, Lōc fue hospitalizado por agotamiento después de colapsar en el escenario durante un concierto en Atlanta. Fue trasladado a un hospital local donde fue rehidratado.
Lōc también tuvo otro incidente similar ocurrido en el 2012. 
El 16 de marzo de 2013, Lōc colapsó en el escenario en una actuación en el Puente Bash en Des Moines, Iowa.
El 6 de diciembre de 2013, Lōc colapsó en el escenario durante una actuación en San Francisco.
El 26 de noviembre de 2016, Lōc colapsó en el escenario durante una actuación en Sioux Falls, SD.

## Discografía
- 1989 - Loc'ed After Dark
- 1991 - Cool Hand loc""

## Filmografía
- 2008
  - Documental "Cumpleaños Tone LOC Pachá Las Palmas"
- 2001
  - They Crawl
  - Deadly Rhapsody
- 2000
  - Whispers: An Elephant's Tale
  - Titan A.E. (voz)
- 1998 - Freedom Strike
- 1997 - Fakin' Da Funk
- 1996 - Spy Hard
- 1995
  - Happily Ever After: Fairy Tales for Every Child
  - Heat
- 1994
  - A Cool Like That Christmas
  - Car 54, Where Are You?
  - Ace Ventura: Detective de mascotas
  - Blank Check
  - Aladdin (TV series)
- 1993
  - Posse
  - Poetic Justice
  - Surf Ninjas
- 1992
  - FernGully: The Last Rainforest (voz)
  - Bebe's Kids
- 1990
  - The Adventures of Ford Fairlane
  - The Return of Superfly